# Jesús Álvarez Amaya
Jesús Álvarez Amaya est un peintre et graveur mexicain, né en 1925 à Mexico et mort dans cette même ville en 2010.
Il est surtout connu pour ses peintures murales ainsi que son œuvre gravé en tant que directeur du Taller de Gráfica Popular, qu'il a dirigé de 1967 à sa mort. Ses peintures murales se trouvent dans diverses régions du pays et ses œuvres ont souvent des thèmes sociaux et politiques.

## Biographie

### Jeunesse et formation
Jesús Álvarez Amaya naît le 19 novembre 1925 dans le quartier de La Merced (es) à Mexico,. Il est issu d'un milieu modeste, travaillant comme boulanger dans sa jeunesse.
Il étudie d'abord l'art à l'Escuela de Arte para Trabajadores (école d'art pour les travailleurs) puis avec Ramón Alva de la Canal,,.

### Carrière
La première exposition individuelle de Jesús Álvarez Amaya a lieu en 1951 à la Galería Commercial de Arte Moderno. Parmi ses dernières expositions, les plus notables sont celles du Salón de la Plástica Mexicana (es), dont il est membre.
Álvarez Amaya a son premier contact avec la peinture murale au quartier général de la Marine mexicaine où il peint une partie du ciel sur une fresque. En collaboration avec Diego Rivera, il peint le visage de Miguel Hidalgo sur la peinture murale du Teatro de los Insurgentes (es). Il collabore à nouveau avec lui pour le stade olympique universitaire,,.
Il réalise sa première peinture murale en solo en 1950, qui est un portait lié au Popol Vuh dans la salle à manger de l'hôtel Maya-Land à Chichén Itzá. À partir de 1955, il réalise des peintures murales telles que Hidalgo en el pretérito, presente y futuro de México (Hidalgo dans le prétérit, présent et futur du Mexique) à Mexicali, El hombre nuevo (L'homme neuf) à Misantla, et Benito Juárez, à Martínez de la Torre,. Sa dernière peinture murale est La comunicación postal (La communication postale) à la bibliothèque Vicente Guerrero de Mexico, qui mesure 80 m2. Il s'agit d'une recréation faite en 2006 d'une peinture murale qu'il avait initialement réalisée pour le Centro Postal Mecanizado México en 1974, mais qui avait été détruite en 2004,.
Son travail le plus prolifique se situe dans le domaine de la gravure, en tant que membre du Taller de Gráfica Popular (Atelier d'arts graphiques populaires), où il s'implique dans des activités militantes en faveur du communisme. Il en devient membre en 1955, à une époque où de nombreux artistes plus âgés quittent l'association. À la fin des années 1950 et dans les années 1960, l'Atelier est abandonné, mais en 1967, Álvarez et d'autres artistes décident de réactiver l'organisation, en obtenant les clés de l'installation, en la réhabilitant et en travaillant pour attirer de jeunes artistes. Il devient coordinateur général provisoire du Taller de 1967 à 1987, date à laquelle il s'autoproclame coordinateur à vie. Pendant le soulèvement étudiant de 1968, Álvarez dirige le groupe dans la création de centaines d'affiches. Cela conduit à la répression du groupe entier, mais il peut rouvrir en 1969, l'organisation comprenant des écrivains et des artistes tels que Jaime Sabines, Rubén Salazar Mallén (d), Efraín Huerta (es), Thelma Nava (es), Roberto López Moreno (d), Xorge del Campo (d), Dionicio Morales (en), Gerardo de la Torre (es), René Avilés Fabila (es) et Manuel Blanco Méndez (es). L'organisation connaît un nouveau déclin dans les années 1970 et doit déménager à plusieurs reprises. Álvarez Amaya maintient les archives de l'Atelier, souvent avec son propre argent, jusqu'à ce que le maire de Mexico, Cuauhtémoc Cárdenas, fasse don du bâtiment où se trouve aujourd'hui l'Atelier.
En 1955, il fonde l'Escuela de Artes Plásticas José Clemente Orozco à Mexicali.
Jesús Álvarez Amaya meurt à Mexico le 21 juin 2010 d'un cancer qui n'a pu être traité en raison de son âge avancé,.

## Œuvre
Jesús Álvarez Amaya est peintre et graveur, dont il produit un œuvre important, mais est surtout connu comme muraliste. Son œuvre est principalement lié à des causes sociales et politiques. Il est l'un des derniers muralistes dans la tradition de David Alfaro Siqueiros et Diego Rivera, promouvant le muralisme mexicain tout au long de sa vie, même après qu'il soit tombé en disgrâce,. Son œuvre gravé est principalement lié au Taller de Gráfica Popular. Il a aussi peint des toiles, parmi lesquelles ses autoportraits se distinguent, ainsi que celui d'Emiliano Zapata, figure majeure de la Révolution mexicaine.
Ses œuvres se trouvent dans plusieurs collections, dont celle de la Collection Blaisten (es) et de la Fundación Cultural Pascual. Celles de cette dernière ont été données par l'artiste lors de la grève des travailleurs de Pascual Boing (es) en 1982, qui a abouti à la reprise de l'entreprise par les employés.